# Vĩnh Hòa, Tân Bắc
Vĩnh Hòa (tiếng Trung: 永和區; bính âm: Yǒnghé Qū; Bạch thoại tự: Éng-hô-khu) là một khu (quận) của thành phố Tân Bắc, Trung Hoa Dân Quốc (Đài Loan). Sông Tân Điếm là ranh giới tự nhiêm giữa quận và Đài Bắc và có tới ba chiếc cầu kết nối hai khu vực. Trước ngày 25 tháng 10 năm 2010, bản thân Vĩnh Hòa là một thành phố thuộc huyện Đài Bắc và là một trong những thành phố có mật độ dân cư cao nhất thế giới với trên 41.300 người/km².